# Enrique de Guzmán (1391-1436)
Enrique de Guzmán (20 de febrero de 1391-costa de Gibraltar, 31 de octubre de 1436) fue un noble de la Casa de Medina Sidonia que ostentó los títulos de II conde de Niebla, V señor de Sanlúcar y II señor de Lepe y La Redondela. Fue señor de las islas Canarias desde 1418 hasta 1430.

## Origen familiar
Enrique de Guzmán, nacido el 20 de febrero de 1391, era hijo de Juan Alonso Pérez de Guzmán y su esposa Beatriz de Castilla, una hija natural de Enrique II de Castilla y Beatriz Ponce de León y hermana de Fadrique de Castilla, I duque de Benavente.

## Títulos y conquistas
Fue un noble castellano perteneciente a la Casa de Medina Sidonia, que ostentó los títulos de II conde de Niebla, V señor de Sanlúcar y II señor de Lepe y La Redondela. Se halló a las Cortes de Castilla de 1408 en Guadalajara y participó en la conquista de Antequera con el infante Fernando, después Fernando I de Aragón.
Jean de Béthencourt, conquistador de las Canarias, tuvo dificultades para abastecer las islas durante la Guerra de los Cien Años entre Francia e Inglaterra y en 1418 cedió su derechos feudales al conde de Niebla, que ya había enviado el año anterior una expedición de tres naves desde Sanlúcar para auxiliar a la población de Fuerteventura y Lanzarote. A Enrique y a su hermano Alfonso les interesaba el comercio y nuevas rutas en el Atlántico para posibles exploraciones y conquistas desde los puertos en sus señoríos. A partir de esta cesión, Enrique se tituló «señor de las yslas de Canaria» aunque fue Maciot de Béthencourt, sobrino del conquistador, quien continuó como gobernador o capitán del conde Enrique.

## Fallecimiento y sepultura
Debido a la situación de guerra contra Granada así como para prevenir una posible intervención portuguesa —ya en julio de 1435 habían llegado noticias en Jerez de la Frontera «que se dise que la flota de Portogal está sobre Gibraltar»—, el conde Enrique organizó una expedición a su costa para intentar la toma de Gibraltar. Enrique cercó Gibraltar por mar mientras que su hijo primogénito, Juan Alonso, lo hizo por tierra. El 31 de octubre de 1436, falleció Enrique ahogado en el mar de Alborán. Se pudo haber salvado, pero cuando hizo retroceder la barca donde ya se encontraba para salvar a un criado suyo, varias decenas de hombres que estaban en el agua subieron a la barca que se hundió.
Su hijo Juan Alonso alzó el cerco y se dirigió a Sevilla desde donde informó al rey Juan II, que se encontraba en Toledo, de los acontecimientos. El rey «hubo muy grand desplacer deste acaecimiento tan siniestro» y confirmó a Juan Alonso todo lo que había tenido su padre así como el título de conde de Niebla.
En vez de trasladar su cuerpo al monasterio de San Isidoro del Campo, fundado por su antepasado Guzmán el Bueno, los granadinos colocaron su cuerpo en un ataúd:

...sobre las almenas de una torre, para poner terror a los cristianos, donde estuvo gran tiempo hasta que el duque, don Juan, su hijo, tornó sobre Gibraltar y la ganó a los moros, e puso los huesos de su padre en una caxa cubierta de tela de oro en una capilla en la Calahorra, que es la torre del homenaje del castillo de Gibraltar,...
Pedro Barrantes Maldonado

## Poemas por la trágica muerte en Gibraltar
Su trágico destino fue muy comentado por los poetas de la época, en particular en un pasaje del Laberinto de Fortuna de Juan de Mena y en un dezir del poeta cancioneril Juan Agraz, mucho más detallado este en cuando a las personas que perecieron con él en Gibraltar, y compuesto en primera persona y leixaprén:
Yo me so el conde Enrique, / de Niebla fue mi condado; / por el mundo se publique / donde yo fui sepultado. / Sepultado fui en la playa / de la costa de la mar / ferido de una zagaya / combatiendo a Gibraltar. / Gibraltar, que es atan fuerte, / por partes la combatía / donde yo prendí la muerte / en el auto que debía. / Debía satisfaçión / segunt nuestra santa ley / e cumplí la promisión / que yo fiz a mi buen Rey. / A mi buen Rey prometí / por la mar e por la tierra / vevir donde fenesçí: / amigos, tal es la guerra. / En la guerra es el morir; / en la guerra es el vençer. / Non nos quesieron rendir; / non nos quesieron prender. / Como prender non quesieron / ninguno de mis criados, / cruelmente padesçieron / ante mí deacabeçados. / Descabeçados morieron / los que aquí vos nombraré; / por espada fenesçieron, / luego yo, el capitán. / Capitán e cauallero / murió Pedro de Esquinel / a manera de guerrero, / su hermano junto con él. / Con él Alfonso Pérez, / Pero Barva, Martín Çerón, / e Juan Caro, el alférez / que levaba mi pendón / Con mi pendón e bandera / fenesçió Manuel Cataño; / murió Manuel de Ribera: / ¡óyase dolor tamaño, / tamaño dolor se oya! / Bartolomé de la Puente / e Alfonso de Montoya / murió en continenti. / En contienti murió / Juan de las Casas también / cabsa que me perdió / perdónenos Dios, amén. / Amén porque fenesçemos / en la fe de los xristianos / e martirio padesçemos / por sanguinolentas manos. / Por sanguinolentas manos / nuestra sangre fue esparzida: / más crueles que serpientes / es la gente descreída. / Esta sea la finida, / amigos e buenas gentes: / por aquestos padesçientes / rogarés en esta vida.

## Matrimonios y descendencia
El 24 de noviembre de 1399 se celebraron los desposorios con Teresa de Figueroa, también llamada Teresa de Orozco (n. 1393), hija de Lorenzo I Suárez de Figueroa, maestre de la Orden de Santiago, y de su segunda mujer María de Orozco, III señora de Escamilla y Santa Olalla, aunque la boda no tuvo lugar hasta marzo de 1405 en Llerena. Teresa llevó en dote «la villa de Escamilla, cerca de Madrid, con su fortaleza, renta, vasallos, términos, pechos, derechos e tributos, y el portazgo de la villa de Madrid, con las carneçerias e tiendas, e la casa del Alhóndiga de la villa de Madrid» así como joyas y dinero, de la legítima de su madre que ya había fallecido. De este matrimonio nacieron:
- Juan Alonso Pérez de Guzmán,[14] que le sucedió en su casa
- María Teresa de Guzmán (n. Sevilla, 1414), mujer de Enrique Enríquez de Mendoza, I conde de Alba de Liste.[14]

Contrajo segundas nupcias, posiblemente a finales de 1420 y antes de 1423 con Violante de Aragón y Pesce, hija bastarda de Martín I de Sicilia, infante de Aragón y rey de Sicilia en Agatuccia Pesce, de la que no tuvo hijos.
Con Isabel de Mosquera, hija de Arias de Mosquera y Moscoso, señor de la villa de Torralba, vasallo del rey, comendador de Guadalcanal en la Orden de Santiago, y de Teresa Núñez de Abreu, hija de Álvaro Rodríguez de Abreu el Mozo y de Mari González Messía. Fueron padres de:
- Alonso de Guzmán, I señor de la villa de Torralba, que se unió en matrimonio con Catalina de Saavedra,[16] hija de Gonzalo Arias de Saavedra, I señor de Zahara, mariscal de Castilla y comendador mayor de Montalbán en la Orden de Santiago, y de su esposa Inés Pérez de Ribera, con sucesión en los señores de Torralba.
- Fadrique de Guzmán (m. ca. 1489), eclesiástico.[16]

De otras mujeres tuvo a:
- Beatriz de Guzmán, que contrajo matrimonio con su tío segundo Diego Enríquez de Noroña, hijo ilegítimo del conde Alfonso Enríquez[16] de cuyo enlace nació Diego II Enríquez de Noroña[17] que, al igual que su padre, fue caballero de la Orden de Santiago y comendador de Los Santos.[17]
- Enrique de Guzmán, eclesiástico.[16]